# Épense
Épense település Franciaországban, Marne megyében. Lakosainak száma 123 fő (2022. január 1.). Épense Sivry-Ante, Dampierre-le-Château, Dommartin-Varimont, La Neuville-aux-Bois, Noirlieu, Remicourt és Le Vieil-Dampierre községekkel határos.

## Népesség
A település népességének változása:
| Lakosok száma | 130  | 98   | 92   | 95   | 122  | 128  | 124  | 120  | 120  | 123  |
|               | 1968 | 1982 | 1990 | 2006 | 2013 | 2015 | 2017 | 2019 | 2020 | 2022 |